# Famille du Mans du Chalais
Pour les articles homonymes, voir Genas (homonymie).
La famille Dumans, également du Mans, de Chalais est une famille originaire du Maine, puis fixée en Bretagne, anoblie en 1686  par une charge de secrétaire du roi près le parlement de Bretagne.
Les enfants de François Barbier et d'Elisabeth du Mans de Chalais, par suite de l'extinction de cette famille durant la seconde guerre mondiale, relevèrent le nom de leur mère en l'adjoignant à leur patronyme (Décret du 12-12-1955).

## Histoire
Gustave Chaix d'Est-Ange (19191729) écrit que le vicomte Albert Révérend dans L'Annuaire de la noblesse de 1898 attribue à cette famille, mais sans preuves, un certain nombre de personnages du nom de Dumans qui vivaient aux XIVe siècle, XVe siècle et XVIe siècle et fait remonter sa filiation à un Macé Dumans qui résidait à Paris à la fin du XVIe siècle et qui avait épousé Scholaste Besnier, fille d'un secrétaire du roi.
Nicolas Dumans, fils de Macé Dumans, épouse Madeleine Morin par contrat passé, le 26 octobre 1631 à Briouze, dans la généralité d'Alençon, et a plusieurs enfants qui partagent sa succession par acte passé, le 28 septembre 1680, devant notaire à Rennes.
Léonard Dumans, fils du précédent, épouse en 1690 Etiennette le Bastard, issue d'une ancienne famille de Bretagne et héritière de la seigneurie de Chalais, située dans les faubourgs de Rennes. Il fut pourvu, Ie7 février 1686 de l'office anoblissant de conseiller-secrétaire du roi, audiencier en la chancellerie prés le parlement de Bretagne et fit enregistrer son blason à l'Armorial général de 1696. Il laisse quatre fils :
- Pierre-François du Mans, seigneur de Verclé, maître d'hôtel du roi, lieutenant général de la prévôté de son hôtel, conseiller en ses conseils, commandeur de l'Ordre de Saint-Lazare, décédé en 1733 sans avoir été marié ;
- Jacques du Mans, docteur de Sorbonne, abbé de Barzelle, 1733-1736, conseiller en la grande chambre du parlement, prit parti pour la cour dans les démêlés du temps, ce qui lui valut les brocards de ses collègues. Par l'acquisition de la terre du Bourg-l'Évêque, il attira sa famille dans le pays de Château-Gontier.
- Nicolas du Mans, sénéchal de Châteaulin, qui épousa à Laval, en 1697, Marie-Martine Coustard de Souvré et dont les deux fils, Michel-Léonard, lieutenant général d'épée de la grande prévôté de l'hôtel du roi, et Michel-Jacques, moururent sans postérité ;
- Michel-Jean du Mans'[n 1], seigneur de Chalais, né à Rennes en 1687, officier de cavalerie, décédé en 1748, qui continua la lignée. Marié en 1739 à Marie-Françoise Pichot de la Graverie, il en eut trois fils dont deux, Michel-François et Léon-Jacques, furent les auteurs de deux branches.

### Branche aînée
- Michel René François du Mans, seigneur de Saint-Jean-sur-Orve, né le 21 septembre 1740, membre du bureau du district de Laval en 1787, prit part en 1789 aux assemblées de la noblesse du Maine tant en son nom que comme représentant de son frère, Léon-Jacques Dumans de Chalais, seigneur du Plessis et de Saumont, lieutenant des maréchaux de France. Il fut élu député suppléant de la noblesse de cette province aux États généraux de 1789 et fut admis à siéger en 1790 en remplacement de M. de Tessé, démissionnaire. Il avait épousé à Laval en 1770 Marguerite-Louise de la Chapelle. Il mourut sous la Restauration.
- Leur descendance s'éteignit avec leur arrière-petit-fils, Édouard du Mans (1843-1936) qui n'eut qu'une fille de son mariage avec Louise Nouvel[2].
- Michel René François du Mans, fils du précédent, émigra, fut maire de Saint-Germain-le-Fouilloux et élu deux fois député. Il est mort à Laval le 8 mars 1837.

### Branche cadette
Léon-Jacques Dumans, seigneur de Chalais, né le 26 juin 1748, officier au régiment d'Artois, 1771, lieutenant des maréchaux de France, 1773, juge du point d'honneur, 1778, fut emprisonné comme suspect au mois de mars 1793 et, après la Bataille de Laval, emmené à Doué, condamné par la Commission Félix le 20 frimaire an II et exécuté le même jour. Il avait épousé en 1773 Louise-Josèphe de la Chapelle, sœur de sa belle- sœur, et en secondes noces, 1777, Anne-Charlotte Perier de la Girardière. Il eut entre autres enfants, deux fils. Ses deux fils, Léon et Jean, âgés l'un de quinze, l'autre de quatorze ans, conduits avec leur père dans les prisons de Doué, furent remis en liberté avec sept survivants.   : 
- Léon du Mans de Chalais (1778-1844), secrétaire général de la préfecture de la Mayenne, marié en 1799 à Angélique Leclerc de Vaumorin. Chevalier de Saint-Louis, mourut en 1844,.
  - Léon du Mans de Chalais', fils du précédent, avocat, conseiller municipal de Laval, conseiller général, chevalier de l'ordre d'Isabelle la Catholique, mort le 30 juin 1869. Sa descendance s'est éteinte en ligne masculine en 1935 avec Henry du Mans de Chalais, né le 18 février 1873 à Laval et mort le 29 janvier 1935 à Nantes.
- Pierre Dumans de Chalais (1790-1853) marié Arthémise Boullier de La Touche. Sa descendance s'est éteinte  en 1941 en ligne masculine avec Hubert du Mans de Chalais, Né en 1907, mort pour le France le 15 octobre 1941, sans postérité de son mariage le 30 mars 1929 à Paris 16e avec Suzanne de Libessart[4].  
  - Élisabeth du Mans de Chalais' (sœur d' Hubert du Mans de Chalais (1907-1941) ci-dessus), née le 8 mars 1900 à Changé et morte le 25 avril 1992 à Saint-Ouen-la-Rouërie épousa le 27 janvier 1926 à Laval François Barbier (1902-1984). Leurs deux fils Jacques (1932) et Michel (1934) sont autorisés par jugement du tribunal civil de Fougères du 11 avril 1956 à s'appeler Barbier du Mans de Chalais[5].

## Armes
Les armes de la famille se blasonnent ainsi : D'or à une fasce de gueules chargée de trois étoiles d'argent et accompagnée en pointe d'une merlette de sable.

## Propriétés
- Hôtel du Bas du Gast à Laval, construit en 1742 par Michel du Mans de Chalais,  receveur royal du grenier à sel de Laval.
- Château de Bourg l'Évêque à Simplé
- Château du Fouilloux à Saint-Germain-le-Fouilloux
- Château des Roches à Louvigné
- Château de la Villatte à Montigné-le-Brillant
- Château de l'Aune à Châlons-du-Maine